# Meilleurs passeurs de la Ligue Europa
Cet article liste les meilleurs passeurs de la Ligue Europa depuis sa création en 1971.
Le Tchèque Bořek Dočkal est le meilleur passeur de l'histoire de la Ligue Europa avec 24 passes décisives.

## Classement général
Ce tableau présente le classement des dix meilleurs passeurs de l'histoire de la Ligue Europa.
Les joueurs participants actuellement à la Ligue Europa 2025-2026 sont inscrits en caractères gras.
| Rang | Joueur             | Période   | Clubs successifs                                                            | Matchs | Ratio | Passes décisives |
| ---- | ------------------ | --------- | --------------------------------------------------------------------------- | ------ | ----- | ---------------- |
| 1    | Bořek Dočkal       | 2008-2021 | FC Slovan Liberec, Rosenborg BK, Sparta Prague                              | 62     | 0,39  | 24               |
| 2    | Dries Mertens      | 2010-2024 | FC Utrecht, PSV Eindhoven, SSC Naples, Galatasaray SK                       | 82     | 0,29  | 24               |
| 3    | Bruno Fernandes    | 2018-2025 | Sporting Portugal, Manchester United                                        | 58     | 0,4   | 23               |
| 4    | Juan Mata          | 2008-2021 | Valence CF, Chelsea FC, Manchester United                                   | 58     | 0,31  | 18               |
| 5    | James Tavernier    | 2012-     | Newcastle United, Rangers FC                                                | 82     | 0,22  | 18               |
| 6    | Igor Stasevich     | 2005-2019 | FK BATE Borisov, FK Homiel, FK Dinamo Minsk                                 | 52     | 0,33  | 17               |
| 7    | Alejandro Pozuelo  | 2013-2019 | Swansea AFC, KRC Genk                                                       | 39     | 0,41  | 16               |
| 8    | Arda Turan         | 2007-2019 | Galatasaray, Atlético de Madrid, İstanbul Başakşehir                        | 51     | 0,31  | 16               |
| 9    | Lior Refaelov      | 2006-2023 | Maccabi Haïfa, Club Bruges KV, Royal Antwerp FC                             | 61     | 0,26  | 16               |
| 10   | Henrikh Mkhitaryan | 2009-2021 | Metalurh Donetsk, Borussia Dortmund, Manchester United, Arsenal FC, AS Rome | 64     | 0,25  | 16               |

## Palmarès

### Palmarès par édition
Ce tableau retrace les meilleurs passeurs de la Ligue Europa par saison depuis 2001-2002.
| Saison    | Joueur                                           | Club                                                       | Passes décisives |
| --------- | ------------------------------------------------ | ---------------------------------------------------------- | ---------------- |
| 2001-2002 | Václav Koloušek                                  | Slovan Liberec                                             | 4                |
| 2002-2003 | Marcelinho Deco                                  | Hertha BSC FC Porto                                        | 7                |
| 2003-2004 | Laurent Robert                                   | Newcastle United                                           | 4                |
| 2004-2005 | Daniel Carvalho                                  | CSKA Moscou                                                | 7                |
| 2005-2006 | Gabriel Boştină (en)                             | Steaua Bucarest                                            | 5                |
| 2006-2007 | Maarten Martens                                  | AZ Alkmaar                                                 | 6                |
| 2007-2008 | Tranquillo Barnetta                              | Bayer Leverkusen                                           | 5                |
| 2008-2009 | Robinho Lincoln Piotr Trochowski Stephen Ireland | Manchester City Galatasaray SK Hambourg SV Manchester City | 4                |
| 2009-2010 | Mesut Özil Ángel Di María                        | Werder Brême Benfica Lisbonne                              | 6                |
| 2010-2011 | Roman Eremenko                                   | Dynamo Kiev                                                | 6                |
| 2011-2012 | Diego                                            | Atlético de Madrid                                         | 7                |
| 2012-2013 | José Javier Barkero Juan Mata                    | Levante UD Chelsea FC                                      | 6                |
| 2013-2014 | Bibras Natkho Kevin Kampl                        | Rubin Kazan Red Bull Salzbourg                             | 5                |
| 2014-2015 | Luciano Vietto Andriy Yarmolenko                 | Villarreal CF Dynamo Kiev                                  | 6                |
| 2015-2016 | Denis Suárez                                     | Villarreal CF                                              | 6                |
| 2016-2017 | Bořek Dočkal                                     | Sparta Prague                                              | 6                |
| 2017-2018 | Dimitri Payet                                    | Olympique de Marseille                                     | 7                |
| 2018-2019 | Igor Stasevich Willian                           | BATE Borisov Chelsea FC                                    | 7                |
| 2019-2020 | Galeno                                           | SC Braga                                                   | 6                |
| 2020-2021 | Galeno Samuel Chukwueze Gerard Moreno            | SC Braga Villarreal CF                                     | 5                |
| 2021-2022 | Filip Kostić                                     | Eintracht Francfort                                        | 6                |
| 2022-2023 | Evander                                          | FC Midtjylland                                             | 5                |
| 2023-2024 | Jonathan Clauss Amine Harit                      | Olympique de Marseille                                     | 6                |
| 2024-2025 | Rayan Cherki                                     | Olympique lyonnais                                         | 8                |

### Palmarès par joueur
Le Brésilien Galeno compte deux titres de meilleur passeur de la Ligue Europa.
Il a d'ailleurs remporté les deux titres successivement.
| Rang | Joueur | Titres | Saisons               |
| ---- | ------ | ------ | --------------------- |
| 1    | Galeno | 2      | 2019-2020, 2020-2021* |

* titre partagé par deux joueurs ou plus.

### Palmarès par club
Villarreal CF a quatre trois fois dans son équipe le meilleur passeur de la Ligue Europa.
| Rang | Club                   | Titres | Joueurs                                                          |
| ---- | ---------------------- | ------ | ---------------------------------------------------------------- |
| 1    | Villarreal CF          | 4      | Luciano Vietto*, Denis Suárez, Samuel Chukwueze*, Gerard Moreno* |
| 2    | Olympique de Marseille | 3      | Dimitri Payet, Jonathan Clauss*, Amine Harit*                    |
| 3    | Manchester City        | 2      | Robinho*, Stephen Ireland*                                       |
| 3    | Dynamo Kiev            | 2      | Roman Eremenko, Andriy Yarmolenko*                               |
| 3    | Chelsea FC             | 2      | Juan Mata*, Willian*                                             |
| 3    | SC Braga               | 2      | Galeno* (×2)                                                     |

* titre partagé par deux joueurs ou plus.

### Palmarès par pays
Le Brésil a eu neuf fois l'un de ses représentants titré meilleur passeur de la Ligue Europa.
| Rang | Pays      | Titres | Joueurs                                                                                  |
| ---- | --------- | ------ | ---------------------------------------------------------------------------------------- |
| 1    | Brésil    | 9      | Marcelinho*, Daniel Carvalho, Robinho*, Lincoln*, Diego, Willian*, Galeno* (×2), Evander |
| 2    | Espagne   | 4      | José Javier Barkero*, Juan Mata*, Denis Suárez, Gerard Moreno*                           |
| 2    | France    | 4      | Laurent Robert, Dimitri Payet, Jonathan Clauss*, Rayan Cherki                            |
| 4    | Allemagne | 2      | Piotr Trochowski*, Mesut Özil*                                                           |
| 4    | Argentine | 2      | Ángel Di María*, Luciano Vietto*                                                         |
| 4    | Tchéquie  | 2      | Václav Koloušek, Bořek Dočkal                                                            |

* titre partagé par deux joueurs ou plus.

### Palmarès par championnat
LaLiga a eu six fois parmi son championnat le meilleur passeur de la Ligue Europa.
| Rang | Championnat    | Titres | Joueurs                                                                                       |
| ---- | -------------- | ------ | --------------------------------------------------------------------------------------------- |
| 1    | LaLiga         | 6      | Diego, José Javier Barkero*, Luciano Vietto*, Denis Suárez, Samuel Chukwueze*, Gerard Moreno* |
| 2    | Premier League | 5      | Laurent Robert*, Robinho*, Stephen Ireland*, Juan Mata*, Willian*                             |
| 2    | Bundesliga     | 5      | Marcelinho*, Tranquillo Barnetta, Piotr Trochowski*, Mesut Özil*, Filip Kostić                |
| 4    | Liga           | 4      | Deco*, Ángel Di María*, Galeno* (x2)                                                          |
| 4    | Ligue 1        | 4      | Dimitri Payet, Jonathan Clauss*, Amine Harit*, Rayan Cherki                                   |
| 6    | Premier-Liga   | 2      | Daniel Carvalho, Bibras Natkho*                                                               |
| 6    | Premier-Liha   | 2      | Roman Eremenko, Andriy Yarmolenko*                                                            |
| 6    | Fortuna Liga   | 2      | Václav Koloušek, Bořek Dočkal                                                                 |

* titre partagé par deux joueurs ou plus.